# 2,2-ジメチルブタン
2,2-ジメチルブタン（英: 2,2-Dimethylbutane）は、化学式C6H14（示性式 (H3C-)3-C-CH2-CH3）で表されるアルカンの一種である。ネオヘキサンの別名で知られる。分枝構造を持つヘキサンの異性体としては最も単純な構造で、第4級炭素原子とブタンで構成される。

## 製造
2,3-ジメチルブタンを異性化することにより得られる。

## 用途
自動車用燃料・航空燃料のオクタン価を高めるために使用される。

## 安全性
日本の消防法では、危険物第4類第1石油類（非水溶性）に区分される。